# Roger Galmiche
Pour les articles homonymes, voir Galmiche.
Roger Galmiche, né le 22 juin 1885 à Darney et mort le 19 octobre 1933 à Remiremont est un prêtre et historien français. 

## Biographie
Il étudie au Séminaire d'Issy et à la faculté des lettres de Dijon. 
Il est mobilisé en 1914 et est fait prisonnier en juillet 1918. Dans le civil, il est prêtre et exerce le métier de professeur d'Histoire, et contribue comme historien à des ouvrages littéraires,,, et des recherches archéologiques.

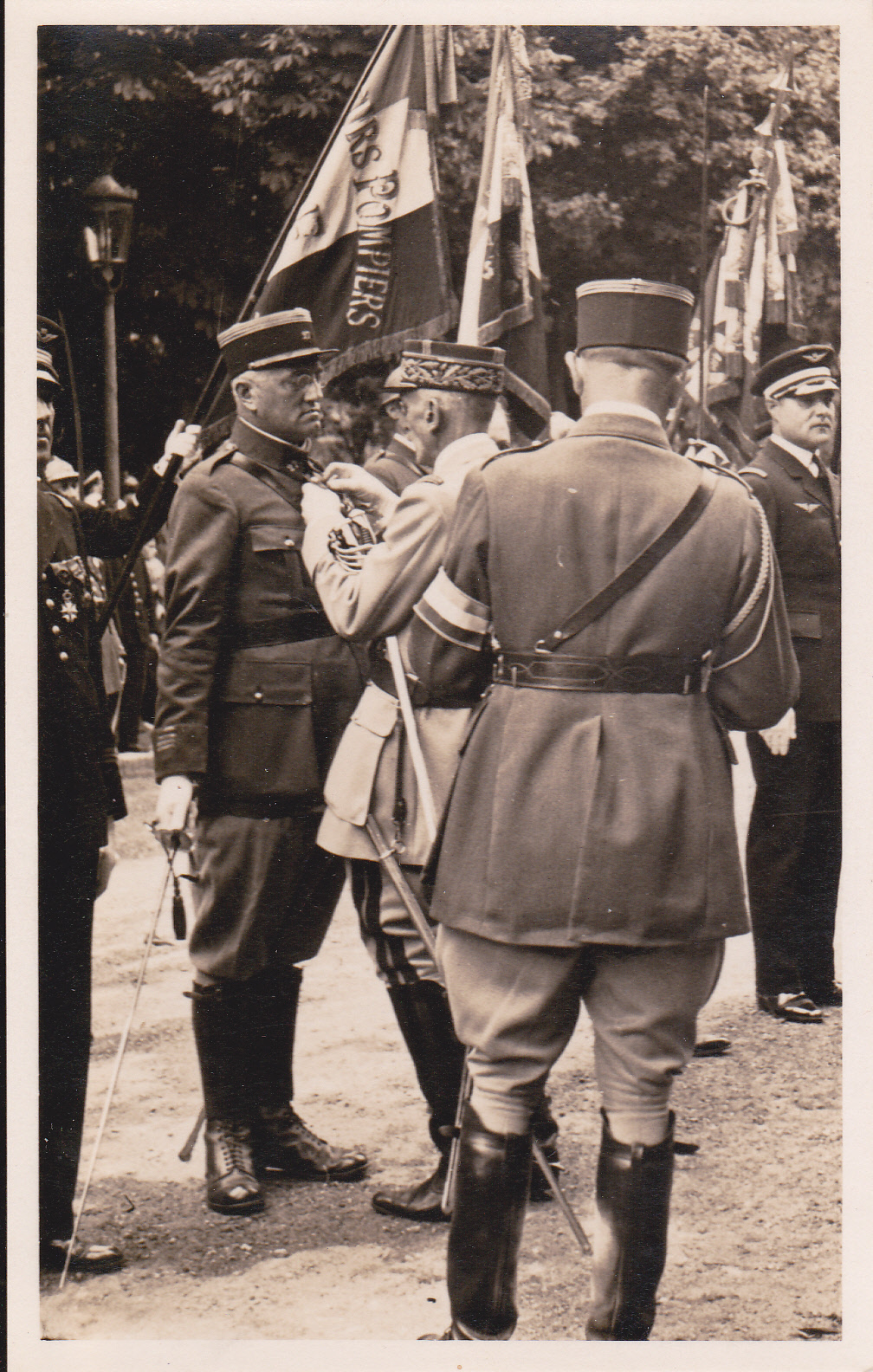
Remise de la Légion d'honneur le 14 juillet 1933 par le général de brigade Caput au chef de bataillon Roger Galmiche, devant l'infanterie divisionnaire 15.